# Yauyucan (Cajamarca)
Yauyucan é a capital do distrito de Yauyucan, província de Província de Santa Cruz, departamento de Cajamarca, Peru.